# Les Possédées du démon
Pour plus de détails, voir Fiche technique et Distribution.
Les Possédées du démon (Delitto allo specchio) est un giallo franco-italien réalisé par Ambrogio Molteni et Jean Josipovici, sorti en 1964.

## Synopsis
Un groupe de garçons passe le week-end dans un château. Mais l'un d'entre eux a la prémonition d'une tragédie.

## Fiche technique
Sauf indication contraire, les informations mentionnées dans cette section peuvent être confirmées par la base de données cinématographiques Unifrance,  présente dans la section « Liens externes ».
- Titre français : Les Possédées du démon[1]
- Titre original italien : Delitto allo specchio[2]
- Réalisateur : Ambrogio Molteni, Jean Josipovici
- Scénario : Ambrogio Molteni, Jean Josipovici
- Photographie : Raffaele Masciocchi
- Montage : Otello Colangeli
- Musique : Marcello De Martino (it)
- Décors : Mila Vitelli Valenza
- Costumes : Anna Benedetti
- Maquillage : Romolo De Martino
- Production : Ulderico Sciaretta, Pasquale Tagliaferri
- Sociétés de production : PT Cinematografica
- Pays de production :  Italie -  France
- Langue originale : italien
- Format : Couleur - 1,66:1 - Son mono - 35 mm
- Durée : 90 minutes
- Genre : Giallo, Fantastique érotique
- Dates de sortie :
  - Italie : 17 mars 1964
  - France : 11 septembre 1968[1]

## Distribution
- John Drew Barrymore : Anthony
- Gloria Milland : Franca
- Luisa Rivelli : Caterina
- Antonella Lualdi : Serena
- Michel Lemoine : Riccardo
- Mario Valdemarin (en) : Carlo